# Mykola Pymonenko

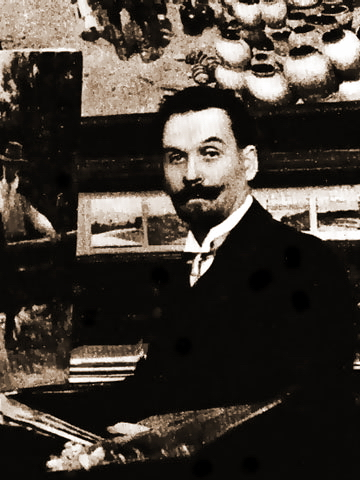
Mykola Pymonenko

Mykola Kornylijowytsch Pymonenko (* 25. Februarjul. / 9. März 1862greg. oder 9. Märzjul. / 21. März 1862greg. in Kiew, Russisches Kaiserreich; † 26. Märzjul. / 8. April 1912greg. ebenda) war ein ukrainischer Maler der Russischen Avantgarde, Schöpfer zahlreicher Genrebilder, und Teilnehmer der russischen künstlerischen Bewegung der Peredwischniki.

## Leben und Wirken
Sein Vater Kornylij Danylowytsch Pymonenko (Корнилій Данилович Пимоненко) war Ikonenmaler. 
Mykola Pimonenko besuchte ab 1878 die Kiewer Zeichenschule von Mykola Muraschko. Am 3. Dezember 1881 wurde er von der Sankt Petersburger Kunstakademie aufgrund eingesandter Werke zum Lehrer der Malerei in den ersten Volksschulklassen ernannt.
Seit 1882 studierte er als außerordentlicher Hörer Malerei an der Kaiserlichen Russischen Kunstakademie in Sankt Petersburg, musste jedoch wegen seines sich verschlechternden Gesundheitszustandes das Studium 1884 unterbrechen. 
Zurück in Kiew wurde er als Lehrer in der Zeichnungsschule von Wladimir Kunitron angestellt. 
In den 1890er Jahren nahm er teil an den Wandmalereien in der Kiewer Wladimirkathedrale. 1897 wurde er dafür mit dem Russischen Orden der Heiligen Anna des 3. Grades ausgezeichnet.
1899 wurde er Mitglied der Peredwischniki-Gesellschaft.
1901 wurde er zum Lehrbeauftragten für Malerei am Kiewer Polytechnischen Institut berufen. 1906 war er als Mitbegründer an der Kiewer Kunstakademie tätig.
1904 erhielt er von der Petersburger Kunstakademie den Akademikertitel. 
Die Sommermonate verbrachte er im Dorfe Maljutjanka bei Kiew, wo er ein Atelier besaß. Er starb 50-jährig in Kiew und wurde dort auf dem Lukjaniwska-Friedhof beerdigt.
Mykola Pymonenko war Mitglied der Pariser und Münchener Malergesellschaften. Seine Malerei gilt als konservativ und akademisch.

## Galerie

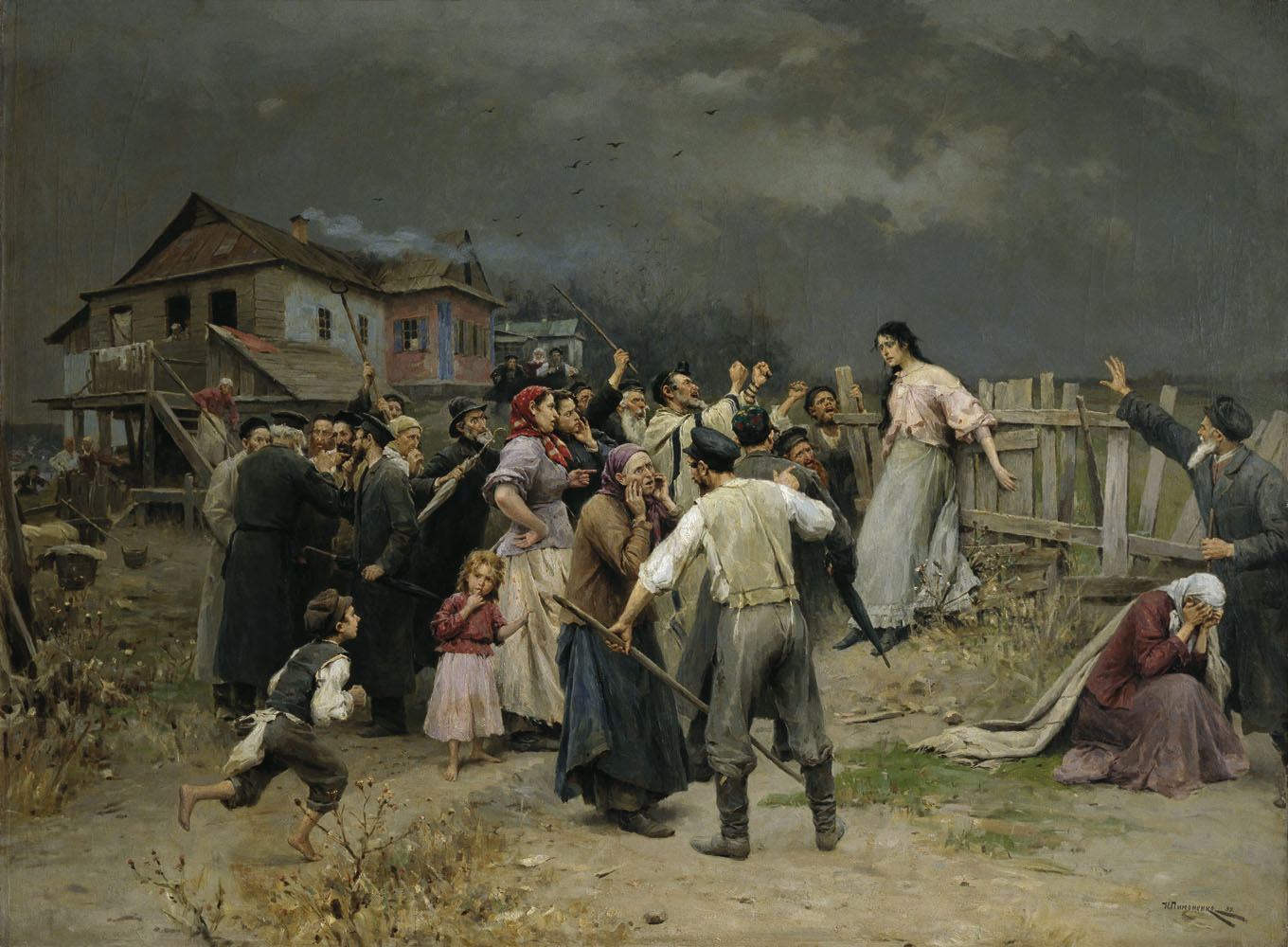
Opfer des Fanatismus
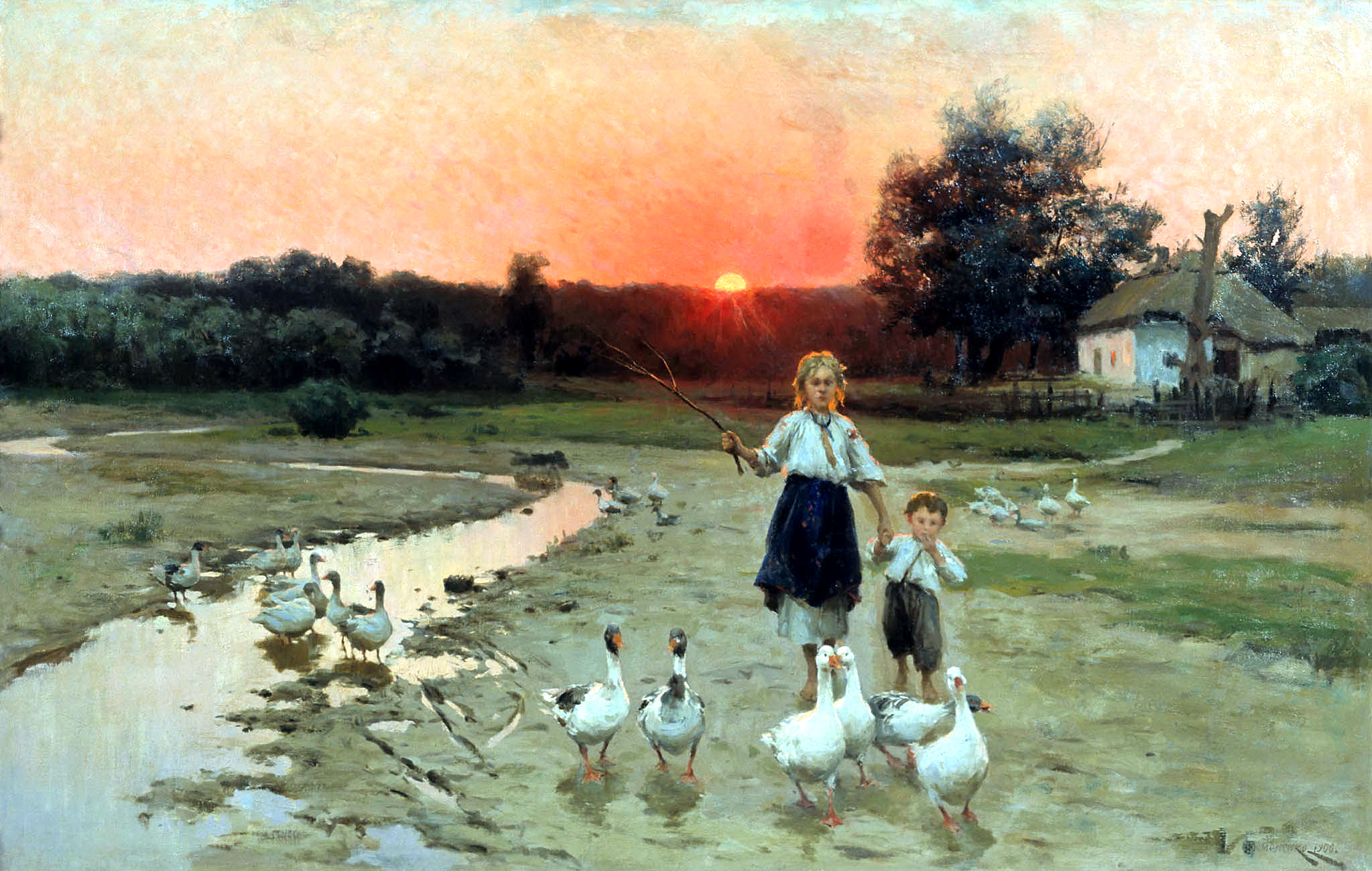
Abend
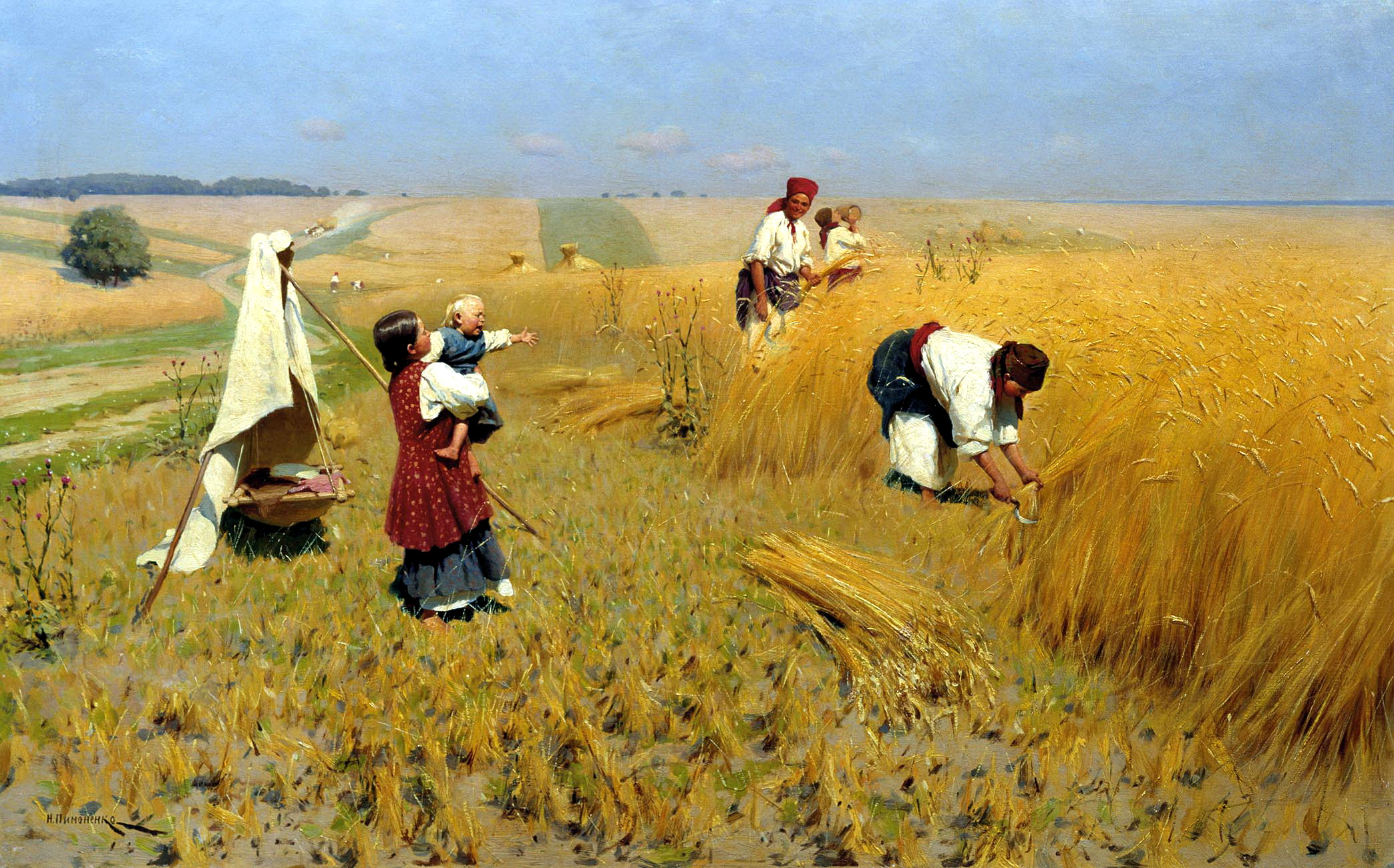
Ernte
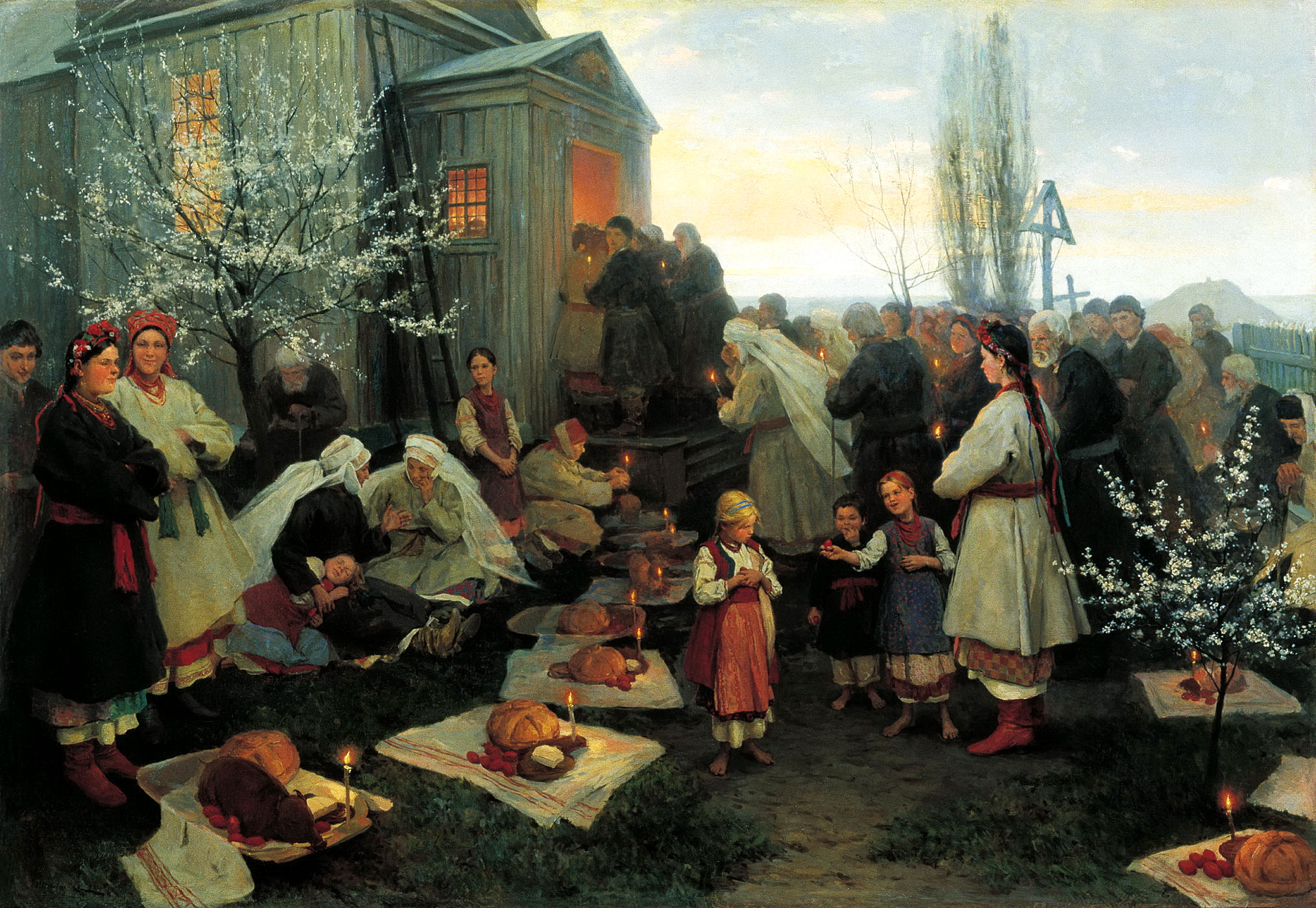
Ostermesse
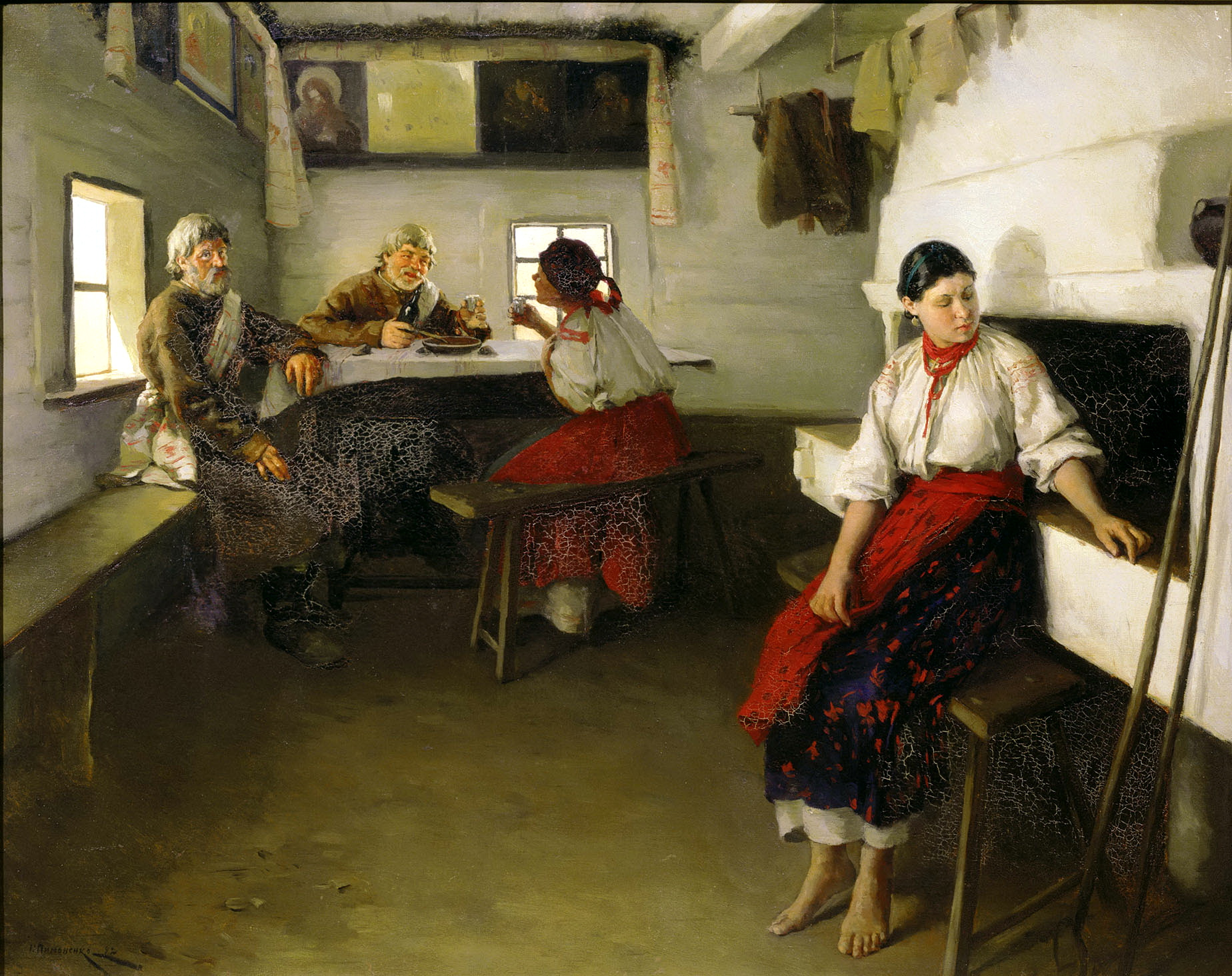
Brautwerber
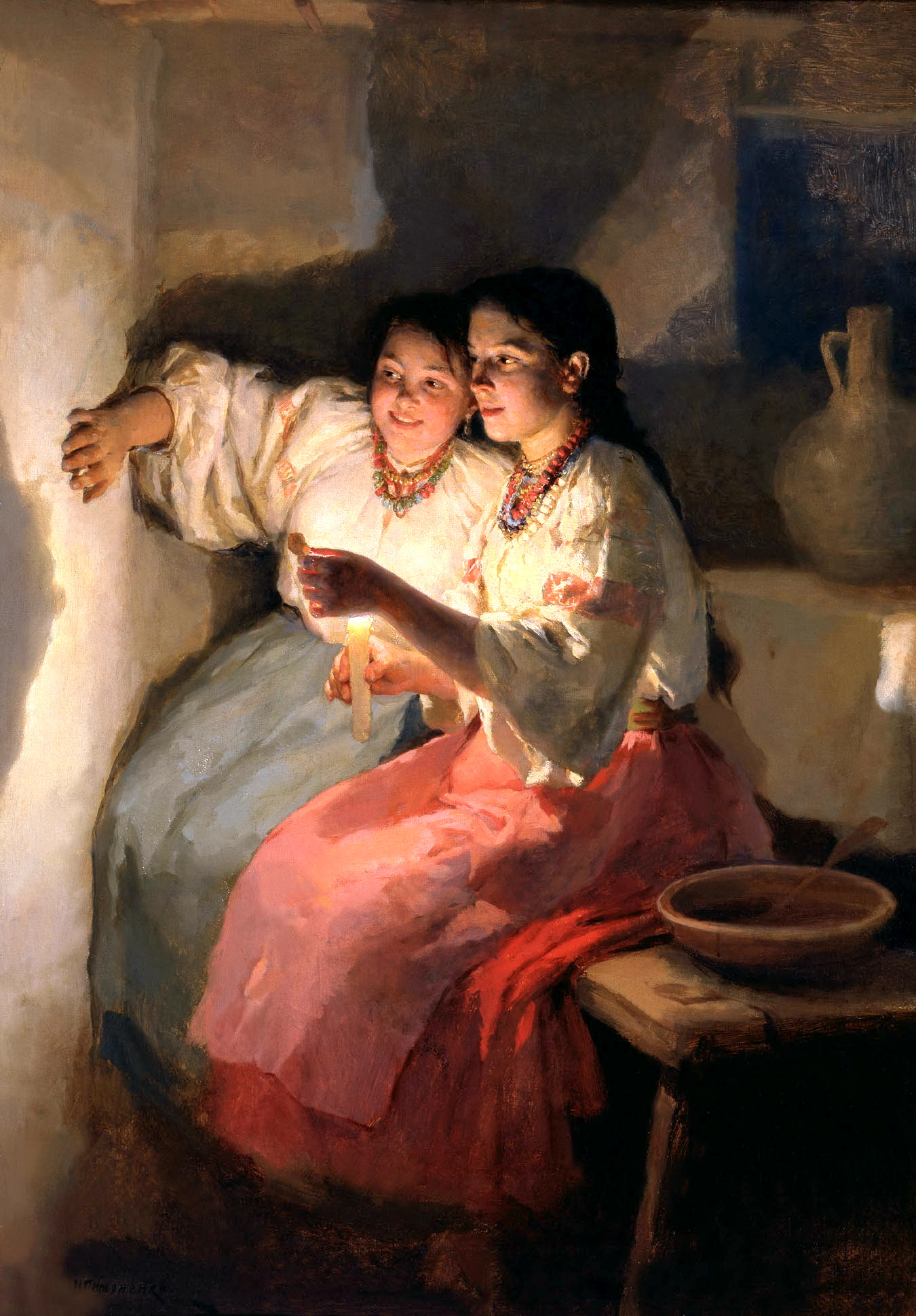
Weihnachtsweissagung
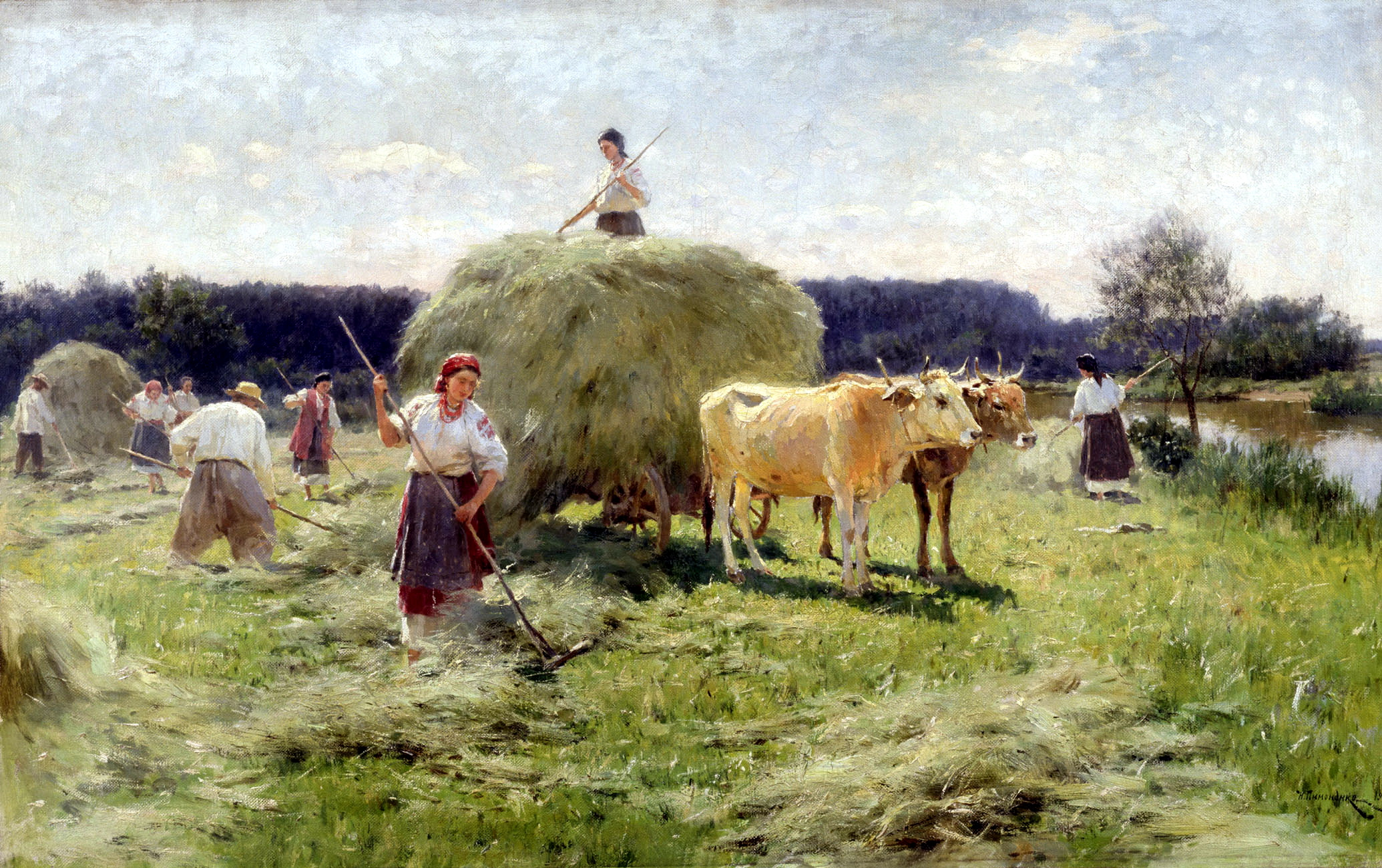
Heuernte
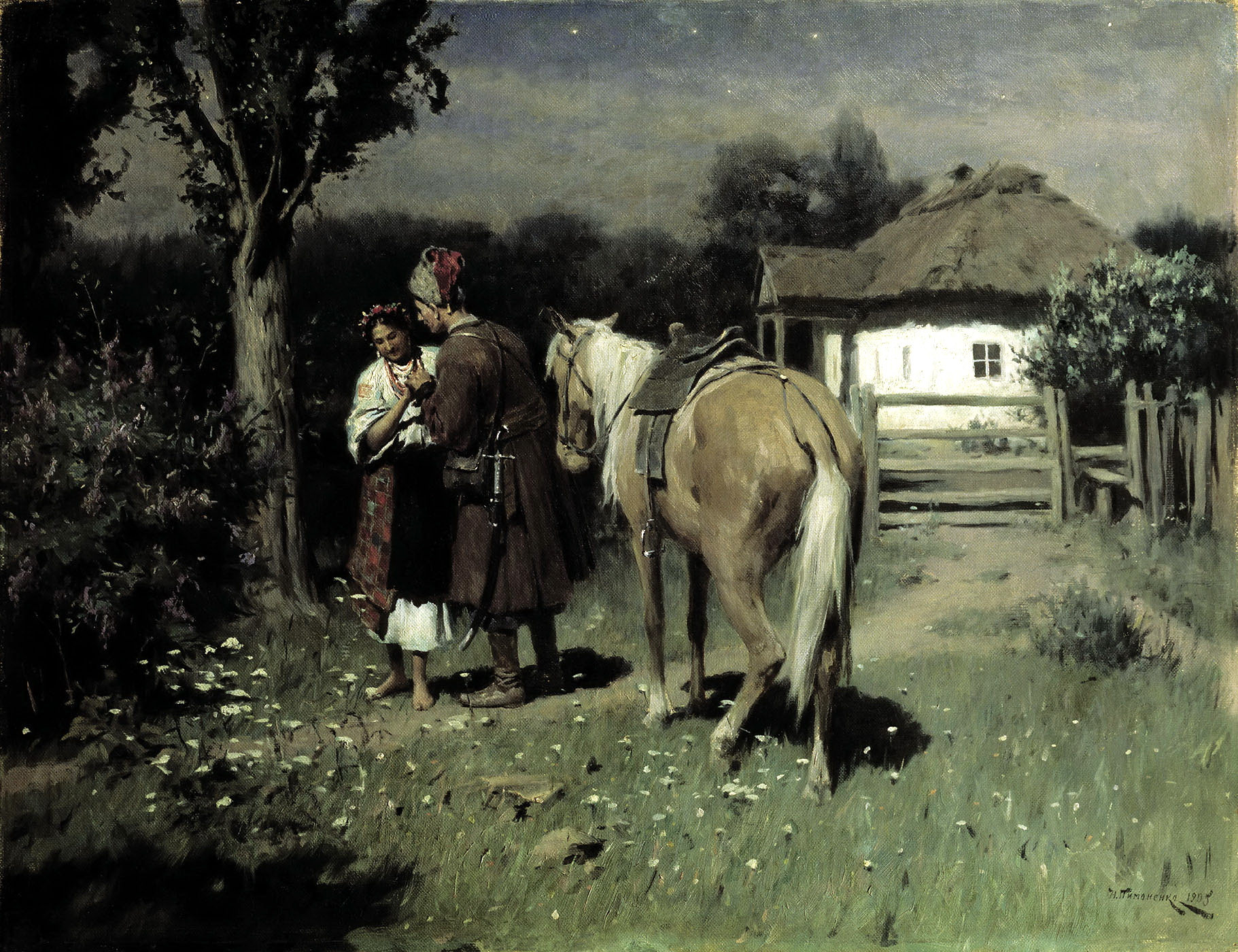
Nachtlandschaft